# マスリラ
マスリラ（1969年 - ）は、日本の絵本作家、イラストレーター。静岡県生まれ。早稲田大学第一文学部美術史専修卒業。絵本、児童書、書籍、雑誌、WEB等で幅広く活動中。

## 主な著作

### 絵本
- 『うそなき』 狂言えほん、作／内田麟太郎 （2009年2月、ポプラ社、ISBN 978-4591108284）
- 『にんじん ごぼう だいこん』 ころころえほん、文／間所ひさこ （2010年1月、フレーベル館）
- 『桂かい枝の英語落語 転失気』、作／桂かい枝 （2010年2月、汐文社、ISBN 978-4811386706）
- 『なっとうかあちゃん』 食べるのだいすきよみきかせ絵本、作／苅田澄子 （2015年6月、講談社、ISBN 978-4061332584）

### 児童書(イラスト)
- 妖怪ホテル(1) 『海の妖怪ホテル』 編集／妖怪ホテル編集委員会 （2010年7月、ポプラ社、ISBN 978-4591119556）
- 妖怪ホテル(2) 『山の妖怪ホテル』 編集／妖怪ホテル編集委員会 （2010年7月、ポプラ社]、ISBN 978-4591119563）
- 妖怪ホテル(3) 『地下の妖怪ホテル』 編集／妖怪ホテル編集委員会 （2010年9月、ポプラ社、ISBN 978-4591120477）
- 妖怪ホテル(4) 『宇宙の妖怪ホテル』 編集／妖怪ホテル編集委員会 （2010年11月、ポプラ社、ISBN 978-4591121160）
- 妖怪ホテル(5) 『猫の妖怪ホテル』 編集／妖怪ホテル編集委員会 （2011年2月、ポプラ社、ISBN 978-4591122594）
- 妖怪ホテル(6) 『街の妖怪ホテル』 編集／妖怪ホテル編集委員会 （2011年5月、ポプラ社、ISBN 978-4591124376）
- 妖怪ホテル(7) 『博物館の妖怪ホテル』 編集／妖怪ホテル編集委員会 （2011年9月、ポプラ社、ISBN 978-4591125700）
- 妖怪ホテル(8) 『沼の妖怪ホテル』 編集／妖怪ホテル編集委員会 （2011年11月、ポプラ社、ISBN 978-4591126431）
- 妖怪ホテル(9) 『駅の妖怪ホテル』 編集／妖怪ホテル編集委員会 （2012年1月、ポプラ社、ISBN 978-4591127117）
- 妖怪ホテル(10) 『花の妖怪ホテル』 編集／妖怪ホテル編集委員会 （2012年3月、ポプラ社、ISBN 978-4591127353）
- 『ふたつのゆびきりげんまん』、作／そうまこうへい （2013年9月、小峰書店、ISBN 978-4338192279）